# لیرا (خواننده)
لِراتو مولاپو (انگلیسی: Lerato Molapo؛ زادهٔ ) با نام هنری لیرا خواننده اهل کشور آفریقای جنوبی است. وی از سال ۲۰۰۳ میلادی تاکنون مشغول فعالیت بوده‌است.